# Radhouane Chebbi
Radhouane Chebbi (arabe : رضوان الشابي), né le 8 août 1985 à Tunis, est un lutteur tunisien. Spécialiste de la lutte gréco-romaine, il combat dans la catégorie des super-lourds. Il s’est néanmoins qualifié aux Jeux olympiques de 2016 en lutte libre.

## Biographie
Il rejoint l’Espérance sportive de Tunis à l’âge de quinze ans et se forme auprès de l’ancien champion Mohamed Naouar. Il gravit rapidement les échelons et remporte avec son équipe plusieurs titres nationaux par équipes et en individuel. À partir de 2010, il se fait un nom au niveau africain et arabe.
En 2012, il participe aux Jeux olympiques de 2012 en lutte gréco-romaine et, après avoir bénéficié d’une qualification directe pour les huitièmes de finale, perd face au Polonais Łukasz Banak (en), qui a obtenu trois points en trois périodes sans que Chebbi n'en obtienne le moindre.
Pour les Jeux olympiques de 2016, il réalise d’assez bonnes performances lors des tournois de qualification même si un autre Tunisien, Slim Trabelsi, le précède ; il assure ainsi sa qualification en lutte libre.

## Palmarès
- Jeux olympiques
  - 2e tour aux Jeux olympiques de 2012 en lutte gréco-romaine (120 kg)
  - 1er tour aux Jeux olympiques de 2016 en lutte gréco-romaine (125 kg)
- Championnats d'Afrique de lutte
  -  Médaille d’argent en lutte gréco-romaine (120 kg) en 2010
  -  Médaille d’or en lutte gréco-romaine (120 kg) en 2011
  -  Médaille de bronze en lutte gréco-romaine (120 kg) en 2012
  -  Médaille d’or en lutte gréco-romaine (120 kg) en 2013
  -  Médaille d’or en lutte gréco-romaine (120 kg) en 2014
  -  Médaille d’argent en lutte gréco-romaine (120 kg) en 2016
  -  Médaille d’argent en lutte gréco-romaine (130 kg) en 2017
  -  Médaille d’or en lutte gréco-romaine (130 kg) en 2018
- Jeux africains
  -  Médaille d'argent en lutte gréco-romaine (130 kg) en 2024
  -  Médaille de bronze en lutte gréco-romaine (130 kg) en 2015
- Championnats arabes de lutte
  -  Médaille de bronze en lutte gréco-romaine (120 kg) en 2010
- Jeux panarabes
  -  Médaille de bronze en lutte gréco-romaine (120 kg) en 2011